# Béres János (furulyaművész)
Béres János (Gagybátor, 1930. március 28. − Budapest, 2022. november 23.) Kossuth-díjas furulyaművész, zenepedagógus, a magyar kultúra lovagja.

## Ifjúkora
Gyermekéveit olyan közösségben töltötte, ahol élő hagyomány volt a népművészet. Közvetlenül szüleitől tanulta a népdalokat, népmeséket, néptáncot és a kézművességet, így a család és a környezete egy egész életre szóló ihletést adott számára. Már gyermekkorában megtanult játszani saját maga készítette hangszerén, a furulyán, amellyel 1948-ban megnyerte a négyfordulós centenáriumi országos zenei versenyt, 1953-ban pedig a bukaresti Világifjúsági Találkozó népzenei versenyén nyert első díjat.

## Művészi munkássága
1951-ben lett hivatásos művész, előbb mint táncos, majd furulyával szólista a Magyar Állami Népi Együttesben, ezzel egy időben a Magyar Rádió és Televízió, valamint az Országos Filharmónia is foglalkoztatta.
1960-ban népi kamarazenekart alapított, amely a mai napig működik. Számtalan felvétel készült vele a Magyar Rádióban és a Televízióban. A Béres Kamarazenekar volt kísérője a Magyar Televízió Röpülj páva versenyének és az Országos Filharmónia hangversenysorozatainak. Mind a hazai, mind a külföldi hangversenyeken szenzációként hatott, hogy a különböző létszámú és összetételű zenekarokat karmester nélkül vezette furulyával.
Megközelítőleg 5-6000 alkalommal lépett színpadra furulyával elsősorban itthon, de hangversenyezett Európa majdnem mindegyik országában, ezenkívül Ausztráliában, Új-Zélandon, Japánban, Törökországban és az Amerikai Egyesült Államokban. A felsorolt országok mindegyikében készítettek vele rádió- és televíziófelvételt is.

## Zenetanári pályája
A zenetanári pálya választásához döntő lökést adott Kodály Zoltánnal való találkozása 1951-ben, akivel mindvégig szoros kapcsolatban állt. 1952-től tanár, ő indította el a magyarországi furulyaoktatást a maga készítette hangszerekkel (Béres-furulya) és tantervekkel. A furulyaoktatáshoz 12 tankönyvet írt, amelyből a háromkötetes Furulyaiskola 1965 óta több százezer példányban megjelent, valamint más nyelvekre is lefordították.
1975-ben megalapította az ország első népi hangszeres zeneiskoláját, az Óbudai Népzenei Iskolát.

## Közművelődési tevékenysége
A Magyar Rádió vidéki népzenei felvételeinek egyik elindítója, kilenc országos népzenei fesztivál szervezője. A Nyílik a rózsa és a Röpülj páva televíziós műsorok munkatársa, a kísérő zenekar vezetője. Riporterként nyolc népzenei sorozatműsort, több mint 12 000 percnyi műsort készített.
A Nemzeti Audiovizuális Archívum őrzi népdalelőadásait és az adatközlőkkel készített riportjait. Hangfelvételeiből 4 CD „A magyar népzene gyöngyszemei” sorozatban, riportjaiból, illetve ezek zenei anyagából közel 30 CD készült. 75 éves korában a Magyar Rádió Archívumában fejezte be népzenekutatói munkáját. Innen ment nyugdíjba.
A Magyar Rádió és Televízió elnöksége nyolc alkalommal Nívódíjjal jutalmazta, 1971-ben Folklór Nagydíjat, 2000-ben Ezüst Toll kitüntetést kapott.
Béres János 60 éves művészi és pedagógiai munkássága döntő mértékben hozzájárult ahhoz, hogy hazánkban a népművészet minden ága újra virágzásnak induljon. Iskolaalapítói és igazgatói munkásságáért 2006-ban a Magyar Művészetoktatásért díjat kapta. Életműve elismeréséül 2001-ben a Magyar Köztársaság elnöke így méltatta munkásságát: „A tiszta, autentikus magyar népzene műveléséért, a népi hangszerek hangversenypódiumra emeléséért, valamint a magyar népzene oktatásának új alapokra helyezéséért, a népművészetet népszerűsítő félévszázados munkásságáért a Magyar Köztársasági Érdemrend Lovagkeresztje kitüntetést adományozom.”

## Díjai, elismerései
- Pedagógiai munkássága elismeréseként „Apáczai Csere János”, „Földes Ferenc”, „A pedagógiai érdemekért” a „Kiváló pedagógus" és a „ Művészetoktatásért”díjakat kapta.
- A Magyar Köztársasági Érdemrend lovagkeresztje (2001)
- 80. születésnapja alkalmával (2010), a pedagógusok életműdíjában, Eötvös József-díjban részesült.
- Kossuth-díj (2014)

## Művei
- Furulyaiskola. 1.; Tankönyvkiadó, 1957
- Furulyaiskola. 2.; Tankönyvkiadó, 1960
- Furulyaiskola – Összevont kiadás a Béres furulyához; Tankönyvkiadó, 1966
- Furulyaiskola. 1.; Editio Musica Budapest Zeneműkiadó, 1967 (Z.5406)
- Röpülj páva I-III.; Zeneműkiadó, 1970
- Furulyaiskola. 2.; Editio Musica Budapest Zeneműkiadó, 1974 (Z.7062)
- Furulyaiskola. 3.; Editio Musica Budapest Zeneműkiadó, 1974 (Z.7332)
- Furulyazene 1.; Editio Musica Budapest Zeneműkiadó, 1969 (Z.5547)
- Furulyazene 2.; Editio Musica Budapest Zeneműkiadó, 1969 (Z.5551)
- Furulyázzunk együtt!; Editio Musica Budapest Zeneműkiadó, 2021 (Z.20078)
- A furulyám jaj, de szépen szól... Béres János művész-tanár, népzenekutatóval beszélget Fülöp Zsuzsanna; Kairosz, Budapest, 2016 (Magyarnak lenni)
- Elindultam hosszú útra. Gagybátor, Wellington, San Francisco; szerzői, Budapest, 2020 + CD
- Elindultam hosszú útra. Gagybátor, Wellington, San Francisco; EMB, Budapest, 2021